# Kardiomyopatie

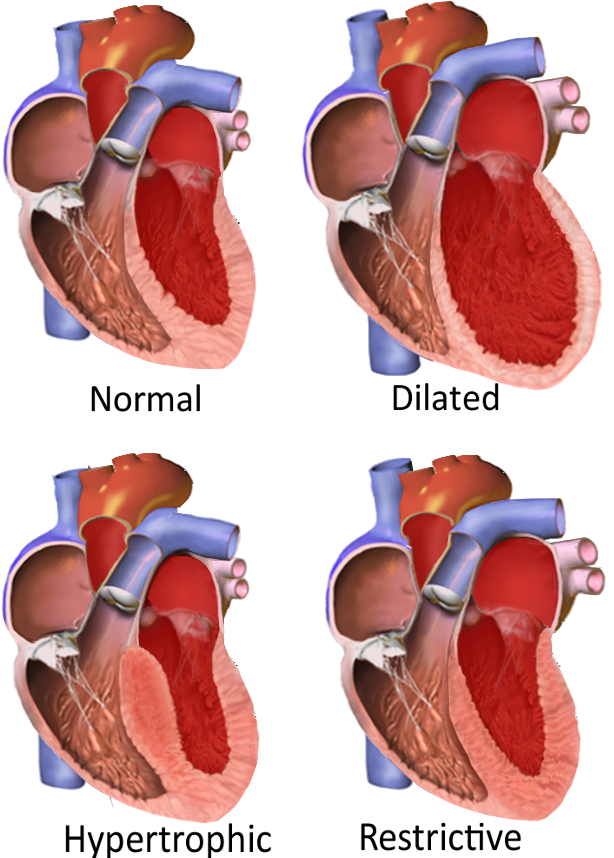
Hlavní kategorie kardiomyopatie.

Kardiomyopatie jsou skupina onemocnění srdečního svalu (myokardu), které vedou k poruše funkce srdce. Jedná se o značně nesourodou skupinu nemocí, které se od sebe liší příčinou, projevy i léčbou. Společnými rysy jsou porucha čerpací funkce srdce a (v různé míře) výskyt srdečních arytmií, které mohou vést až k náhlému úmrtí.

## Klasifikace
Podle tvarových a funkčních změn na srdci a klinických projevů se rozeznávají: 
- dilatační kardiomyopatie - dochází k rozšíření (dilataci) srdečních oddílů, zejména levé komory, ve spojení s poruchou čerpací funkce - komora se méně stahuje a vypudí do oběhu méně krve. Je nejčastější ze všech typů kardiomyopatií.
- hypertrofická kardiomyopatie - dochází ke zbytnění (hypertrofii) stěn srdce, porušeno je zejména plnění málo poddajné levé komory, vypuzovací funkce většinou postižena není. [2] V části případů v důsledku extrémního zbytnění svaloviny ve výtokové části levé komory může být tato překážkou toku krve (mluví se o hypertrofické obstrukční kardiomyopatii).
- restriktivní kardiomyopatie - je u ní omezena poddajnost srdečních stěn většinou v důsledku ukládání abnormálních bílkovin mezi svalové snopce, přičemž nedochází k významnějšímu ztluštění stěn. Porušeno je plnění srdce krví i vypuzovací funkce.
- arytmogenní dysplázie pravé komory - zvláštní typ, při kterém je svalovina především pravé komory nahrazovaná tukovou a vazivovou tkání. Projeví se především závažnými arytmiemi (často náhlým úmrtím), až později projevy srdečního selhání [3]
- ostatní neklasifikovatelné typy

Podle příčiny se skupina dělí na
- primární kardiomyopatie - u části z nich jde o dědičné onemocnění či proběhlou infekci, u části není příčina přesně známa
- sekundární kardiomyopatie - jsou důsledkem jiného onemocnění srdce - například prodělané myokarditidy (zánětu srdečního svalu), pokročilé chlopenní vady, neléčené hypertenze, přechodně se vyskytuje po déle trvající rychlé činnosti srdce (tachykardii), také ve spojitosti s nadměrnou konzumací alkoholu, některých poruchách imunity a při řadě dalších stavů.

## Léčba
Závisí na typu onemocnění a jeho příčině. Základem je léčba srdečního selhání a závažných arytmií. Krom podávání léků se uplatňují také další přístupy:
v prevenci závažné arytmie může být nemocnému zaveden implantabiliní kardioverter-defibrilátor (ICD), pro pokročilé srdeční selhání použita resynchronizační léčba (biventrikulární kardiostimulace) či transplantace srdce. U hypertrofické obstrukční kardiomyopatie se také uplatňují některé metody odstraňování přebytečné svaloviny k uvolnění výtokového traktu levé komory (perkutánní transluminální septální ablace či alkoholová septální ablace) 